# Instituto de Farmacología y Biología Estructural
El Instituto de Farmacología y Biología Estructural (Francés: Institut de Pharmacologie et de Biologie Structurale, IPBS) es un centro de investigación que forma parte del Centro Nacional para la Investigación Científica (CNRS) y de la Universidad Paul Sabatier. Oficialmente, es una unidad de investigación multidisciplinaria cuyo objetivo principal es identificar y caracterizar nuevas dianas terapéuticas en los campos del cáncer y enfermedades infecciosas (tuberculosis).
El instituto está situado en el 205 route de Narbonne compartiendo el campus con el Laboratorio de Química de Coordinación.
El IPBS es parte de los seis laboratorios de investigación que componen la "Federación de Investigación en Biología de Toulouse", una red científica de los principales laboratorios de ciencias de la vida de Toulouse, miembro activo del "Cancéropole Grand Sud-Ouest", asociado del "Oncopôle de Toulouse" y miembro del "Laboratoire d'Excellence Toulouse Cancer" (LABEX TOUCAN).

## Historia
En 1972, Claude Paoletti y Jean Cros crean el Laboratorio de Farmacología y de Toxicología, que se convertirá en 1990 el séptimo polo francés del programa nacional IMABIO (Ingeniería macromolecular). Nuevas temáticas de investigación como oncología, la neurología y la genotoxicología emergen. Entre 1990 y 1995, nuevos equipos llegan para desarrollar las temáticas sobretuberculosis, ingeniería de proteínas y biología estructural.

### 1996-1999
El profesor Jean Cros funda el IPBS en 1996, con el objetivo de aplicar métodos y conceptos de la biología celular, molecular y estructural moderna a la identificación y validación de nuevas dianas farmacológicas en los campos del cáncer y de los receptores acoplados a proteína G. La apertura de un nuevo edificio en diciembre de 1997 permitió reunir a todos los grupos de investigación del instituto en un mismo lugar, en el corazón del campus de la Universidad Paul Sabatier.

### 1999-2008
Bajo la dirección del Profesor François Amalric, el IPBS persigue los mismos objetivos: la caracterización y validación de nuevas dianas farmacológicas mediante enfoques de biología molecular y celular, junto con el análisis de las relaciones estructura/función de las biomoléculas y sus conjuntos.

### 2009-Hoy
En enero de 2009, el Doctor Jean-Philippe Girard sucede al Profesor François Amalric como Director del instituto. La política actual del IPBS es aumentar su cooperación internacional a través del fortalecimiento del marco de acogida de estudiantes e investigadores extranjeros, que actualmente son 21, y a través de la participación en programas de movilidad como "Projets de Recherche Conjoints" desarrollados por el CNRS y "Partenariats Hubert Curien" desarrollados por el Ministerio de Asuntos Exteriores (Francia).

## Logos

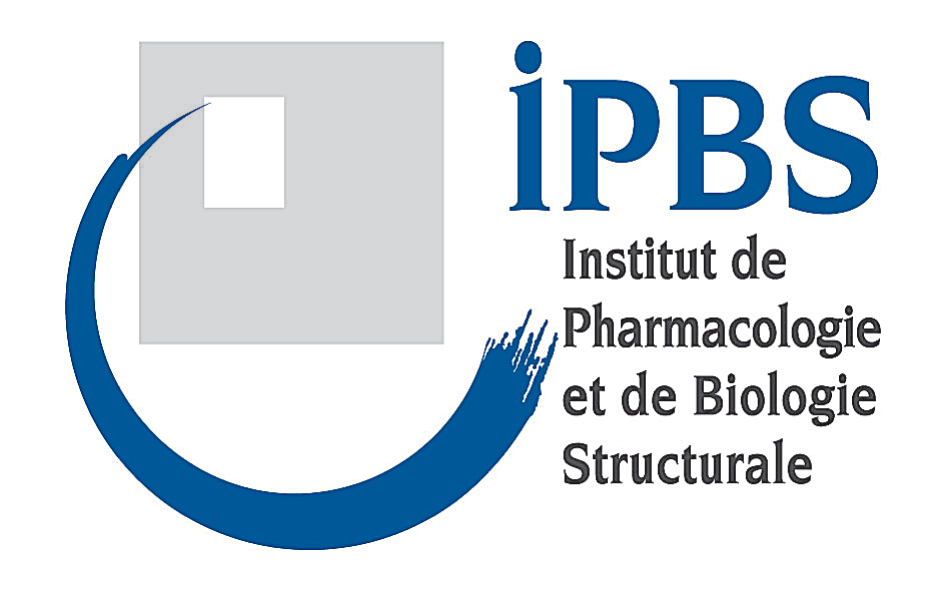
Logotipo anterior del IPBS hasta 2016
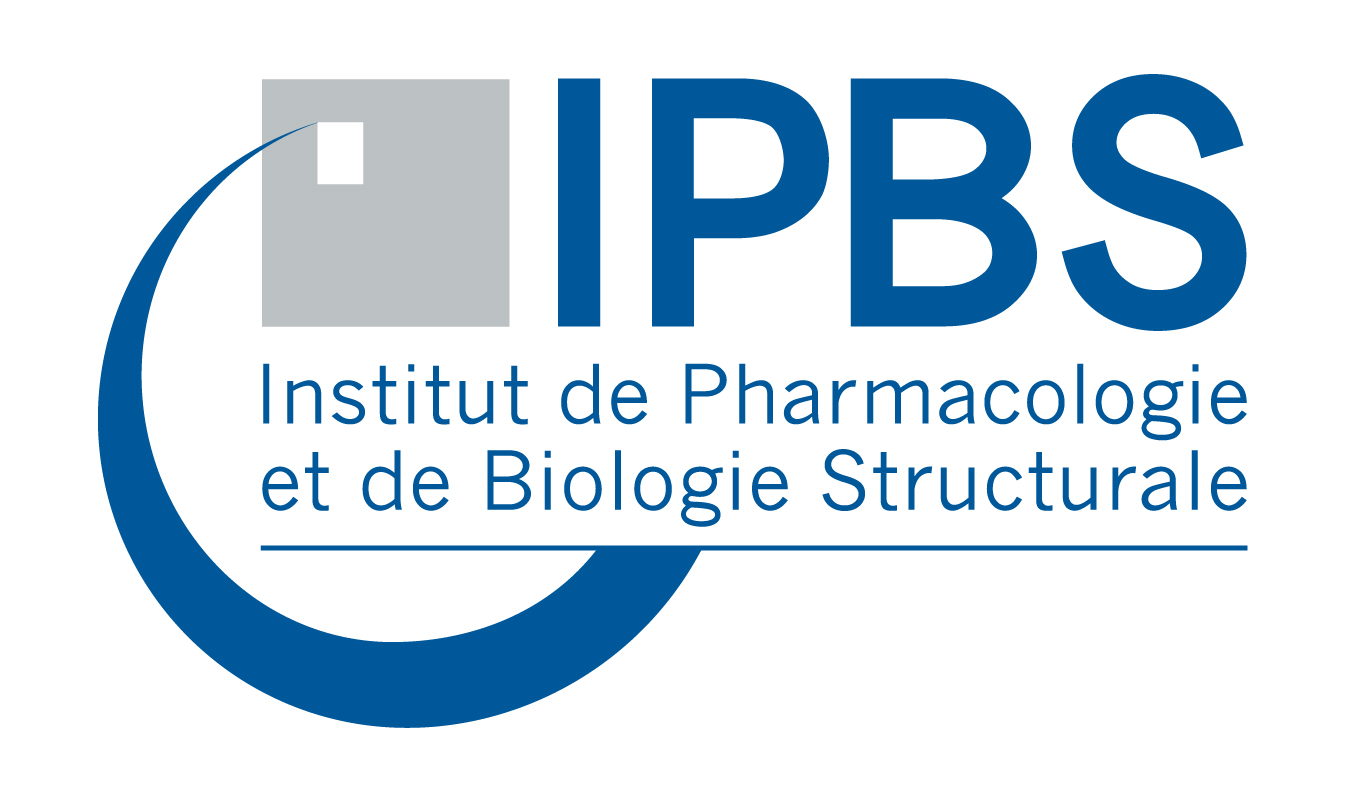
Logotipo actual del IPBS desde 2016
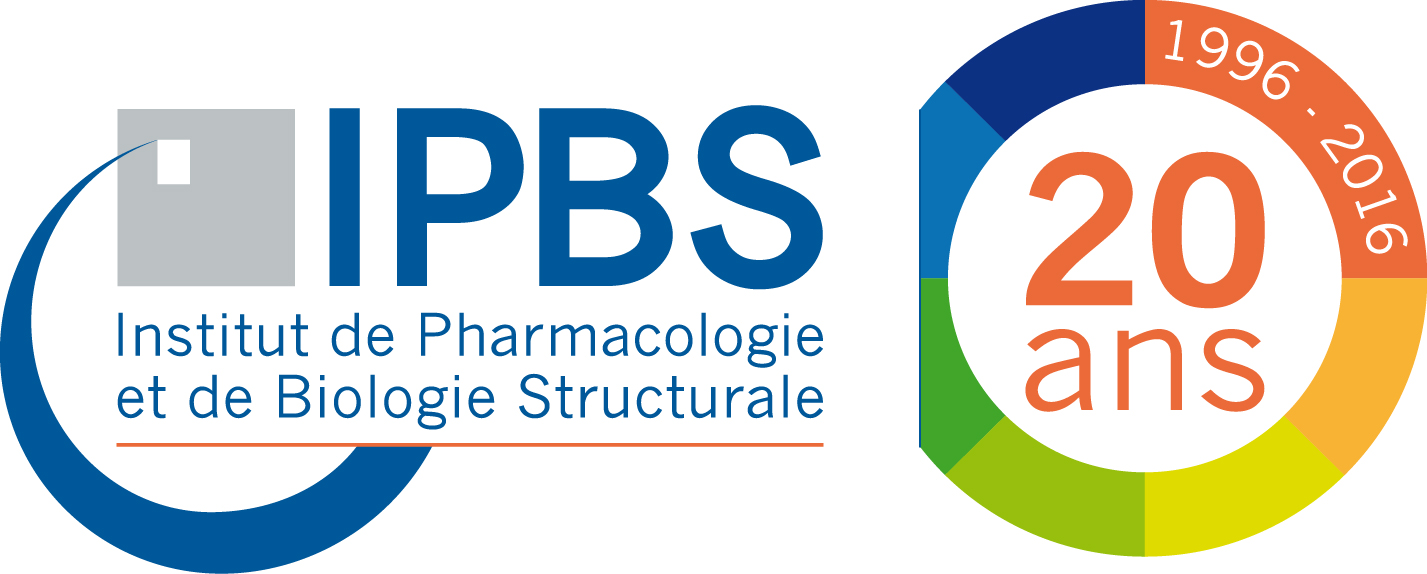
Logotipo del vigésimo aniversario del IPBS

## Ámbitos de investigación
El IPBS cuenta con diecisiete equipos de investigación, divididos en tres departamentos.
- Biología del Cáncer (seis equipos de investigación)
- Biología Estructural y Biofísica (cinco equipos de investigación)
- Tuberculosis y biología de la infección (seis equipos de investigación)

## Plataformas tecnológicas
El IPBS cuenta con una amplia gama de instalaciones tecnológicas y equipos de última generación diseñados para hacer avanzar los esfuerzos de investigación del instituto y de los investigadores externos. Con el fin de proporcionar la capacidad de analizar materiales biológicos utilizando las tecnologías más sofisticadas, nuestras instalaciones son operadas por personal experimentado y algunas de estas instalaciones llevan a cabo sus propios programas de investigación y desarrollo.
El instituto alberga cuatro plataformas tecnológicas, todas ellas con el sello IBiSA (coordinación nacional de las plataformas de ciencias de la vida).

### Dos plataformas principales
- Proteómica (Responsable científica: Dra. Odile Burlet-Schiltz).

Basándose en su experiencia en el campo de la espectrometría de masas y proteómica, utilizando herramientas de bioinformática además de instrumentos de espectrometría de masas de última generación, la Infraestructura de Proteómica de Toulouse propone análisis de vanguardia para las comunidades científicas académicas e industriales. La instalación es capaz de manejar programas en varias áreas, desde biología y salud hasta aplicaciones agrícolas.
- PICT ("Plateforme Intégrée de Criblage de Toulouse"; Responsable científico: Dr. Laurent Maveyraud).

PICT Archivado el 8 de septiembre de 2016 en Wayback Machine. es una plataforma multidisciplinaria que tiene como objetivo proporcionar a la comunidad científica y médica un paquete completo de tecnologías y conocimientos que permitan la identificación específica  a partir del análisis estructural, para el diseño racional de inhibidores o efectores de diferentes blancos terapéuticos, el descubrimiento de nuevas enzimas y la caracterización de sus interacciones a nivel molecular.

### Dos plataformas asociadas
- TRI[7] ("Toulouse Réseau Imagerie"; Responsable Científico: Dr. Antonio Peixoto).

La plataforma tecnológica cuenta con la experiencia y la instrumentación para visualizar sistemas complejos que van desde moléculas individuales hasta organismos enteros y en una escala de tiempo que va desde unos pocos nanosegundos hasta varios días a través de imágenes de intervalos de tiempo. Además, se puede realizar la caracterización y clasificación fenotípica de células eucariotas y procariotas por citometría de flujo.
- Anexplo (Responsable científica: Dra. Magali Jacquier).

Las instalaciones del IPBS zootecnicas forman parte de la plataforma tecnológica "ANEXPLO/Genotoul" en Toulouse, que incluye ocho otros sitios con las habilidades técnicas complementarias.
Estas instalaciones tecnológicas forman parte del "Genopole Toulouse", una red regional de plataformas de investigación en ciencias de la vida, abierta a grupos de los sectores público y privado e implicada en el desarrollo tecnológico y la innovación. En 2006, la plataforma "Protéomique" obtuvo la certificación ISO9001:2000, renovada en 2009 bajo el nombre de ISO9001:2008 (Lloyd's Register Quality Assurance, LRQA).

## Transferencia tecnológica y colaboración con la industria
Desde 1999, el IPBS ha estado muy activo en asociación con la industria. El primer centro de cribado público-privado de alto rendimiento entre el CNRS y Pierre Fabre SA estuvo presente en el IPBS de 1999 a 2003. En los últimos diez años se han creado o incubado en el IPBS ocho pequeñas empresas de biotecnología (start-ups).
Se presentaron cuarenta y dos solicitudes de patente y prórrogas, y se firmaron más de 80 contratos de investigación con la industria farmacéutica y las empresas biotecnológicas.
En reconocimiento a todas estas actividades, el IPBS ha sido galardonado con el premio "INPI Innovation Trohies 2008".
- Las asociaciones industriales incluyen: Abtech, Artichem, Adisseo France, Aureus Pharma, BetaTech, BT Pharma, Biovector Therapeutics, Bruker, Cayla, Centre d'Immunologie Pierre Fabre, CERPEM, CRIIT Castres, Diverchim, EDF, Endocube, GlaxoSmithKline, Genclis, GTP Technology, Immuno Designed Molecules, Institut Européen de Biologie Cellulaire, Institut de Recherche Pierre Fabre, L-Path (USA), Millegen, Mitsui-Norin, Nanobiotix, Novaleads, Oncodesign, Palumed, Pierre Fabre Dermo Cosmétique, Praxcell, Protein Biosensor, Sanofi-Aventis, SFRI, Techniques et Fabrication Electroniques, Total S.A., Véolia…
- Propiedad Intelectual: En la actualidad, setenta solicitudes de patentes o sus extensiones involucran a investigadores del IPBS como inventores o coinventores. Dos patentes licenciadas.
- Herramientas legales y buenas prácticas: Contratos de servicios técnicos y de asesoramiento, colaboraciones de investigación, acuerdos de consorcio y confidencialidad, consultoría, acuerdos de transferencia de material, datos de libros de laboratorio, control de calidad...
- Ayuda a nuevas empresas: Desde 1999, el IPBS ha desarrollado colaboraciones científicas y/o actividades de acogida de ocho empresas: Abtech (borrado el 01/9/2008),[11] Endocube (borrado el 12/3/2008),[12] Millegen (cerrado),[13] Novaleads (borrado el 10/9/2014),[11] Nanobiotix, Protein Bio Sensor (registrado el 06/7/2005),[14] Praxcell (eliminado el 05/3/2012),[15] Icelltis (registrado el 10/01/2008).[16]

## Scientific Advisory Board
El Consejo Consultivo Científico asesora al Director y al Consejo Ejecutivo sobre la política científica del instituto y las relaciones públicas, así como en aspectos estratégicos relacionados con la formación de los equipos de investigación (creación, modificación de las orientaciones de investigación, transición, etc.). Además, evalúa los proyectos científicos realizados por cada equipo de investigación del instituto.
Es compuesto de nueve investigadores mundialmente reconocidos (por orden alfabético) :
- Frederick Alt de Escuela de Medicina de Harvard,
- Mina Bissel del Laboratorio Nacional Lawrence Berkeley,
- Patrick Couvreur del « Institut Galien Paris Sud »,
- Sabine Ehrt del « Weill Medical College »,
- Jean-Pierre Gorvel del « Centre d'immunologie de Marseille-Luminy »,
- Kathryn Lilley de la Universidad de Cambridge,
- Dino Moras del « Institut de Génétique et de Biologie Moléculaire et Cellulaire »,
- Eric Solary del Instituto Gustave Roussy,
- David Russell de la Universidad Cornell.

## Relaciones internacionales
El IPBS ha participado en numerosas redes de investigación en el marco de los Programas Marco de Investigación y Desarrollo de la Comisión Europea, hasta los proyectos Horizonte 2020.
En estas redes participan varios equipos del departamento de Tuberculosis y biología de las Infecciones, los cuales participan en proyectos europeos integrados en la lucha contra la tuberculosis, en particular en algunos proyectos coordinados por la "Tuberculosis Vaccine Initiative", pero también participan equipos del departamento de Biología del Cáncer y del departamento de Biología Estructural y Biofísica.
Desde el año 2000, el departamento de Tuberculosis y Biología de las infecciones del IPBS forma parte del Consorcio TBVAC. Este consorcio reúne a un gran número de socios clave de excelentes laboratorios de Europa, pero también de EE. UU., Asia, África y Australia, muchos de los cuales son líderes mundiales en el campo de la tuberculosis. Científicos y desarrolladores de 40 socios de investigación colaboran en TBVAC2020. El proyecto, de cuatro años de duración, comenzó en enero de 2015 y está coordinado por la Iniciativa para la Vacuna contra la Tuberculosis (TBVI).
Desde 2015, el IPBS participa en varios programas europeos, como RESPIRE 2 y 3, y en la Red de Formación Inicial (ITN) GLYCOGAN.
Basándose en una sólida y antigua colaboración con la Universidad de Liubliana, el IPBS desarrolló un Laboratorio Europeo Asociado (LEA) titulado "Pulsed Electric Fields Applications in Biology and Medicine", abreviado como "LEA EBAM". Este laboratorio franco-esloveno "Sin Muros" fue creado en enero de 2011 por cuatro años y renovado por otros cuatro años.
Los equipos del IPBS son también miembros de programas europeos de cooperación transfronteriza, a través del POCTEFA interregional (España-Francia-Andorra) 2014-2020 creado para promover el desarrollo sostenible de los territorios fronterizos de los tres países a ambos lados de los Pirineos.

## El IPBS y las distinciones

### Premios CNRS
- La medalla de plata del CNRS:[17] Jean-Philippe Girard en 2013[18]
- La medalla de bronce del CNRS:[19] Olivier Neyrolles en 2009[20] y Sébastien Britton en 2018[21]
- La medalla de cristal del CNRS:[22] Bernard Monsarrat en 1999 y Valérie Guillet en 2012[23]

### Premios internacionales de prestigio
- El premio Axa-Académie des Sciences : Hélène Botella en 2012[24]
- El premio René Turpin de oncología de la Academia de Ciencias de Francia : Jean-Philippe Girard en 2012[25]
- El premio Gallet y Breton de la Académie nationale de médecine : Jean-Philippe Girard en 2013 para su trabajo "Les vaisseaux HEV : des vaisseaux sanguins qui combattent les tumeurs."[26]
- Senador Honorario Universidad de Ljubljana (Slovenia) : Justin Teissié en 2015[27]
- El "National Junior Award" de Sanofi-Institut Pasteur : Olivier Neyrolles en 2016 para sus trabajos sobre la tuberculosis en el sector de las enfermedades tropicales desatendidas[28]
- El "International Glycoconjugate Organization (IGO) Young Glycoscientist Award" :Yoann Rombouts en 2017[29]
- AIMBE College of Fellows ClassJustin Teissié en 2017[30]

### Premios de organizaciones benéficas
- El premio Jean-Paul Binet de la Fundación para la Investigación Médica : Jean-Philippe Girard en 2016[31]
- El premio "Coups d'élan pour la recherche française" de la Fundación Bettencourt Schueller : Olivier Neyrolles en 2013[32]
- El premio "Ruban Rose Avenir" de la asociación Le Cancer du Sein, Parlons-en ! : Jean-Philippe Girard en 2011[33]
- El trofeo "Étoiles de la Santé" de la Fundación Oréade-Prévifrance : Jean-Philippe Girard en 2012[34]
- El premio jóvenes investigadores de la Fundación Roland Garrigou (Fonroga) : Laure Gibot et Étienne Meunier en 2017[35]

### Premios de la Académie des sciences, inscriptions et belles-lettres de Toulouse
- El premio Dominique Clos : Oriane Bombarde en 2011[36]
- El premio Edouard Maurel : Thomas Portet en 2011[36]
- El premio Paul Sabatier en Química : Chloé Mauroy en 2011[36]
- El premio Paul Sabatier en Biología : Jean-Michel Escoffre en 2011[37] y Christine Moussion en 2012[38]
- El premio Sanofi recompensa la investigación traslacional en biología y salud que ha dado lugar a aplicaciones concretas : Alexandre Gouzy en 2014[39]
- El premio Fundación Pierre Fabre reconocimiento ala innovación farmacéutica, en particular en las enfermedades tropicales : Claire Lastrucci en 2015[40]
- El premio Bretesche de Medicina reconocimiento a las investigaciones clínicas o biológicas con aplicaciones médicas : Victor Laurent en 2016[41] y Anthony Troegeler en 2017[42]

## El IPBS en cifras
El IPBS se financia principalmente con fondos directos e indirectos del CNRS y de la Universidad Paul Sabatier, que cubren los salarios de más de 260 investigadores. Otros aportes económicos los realizanla Unión Europea, Occitania (región administrativa), la industria, los contratos públicos, las asociaciones benéficas y los servicios de plataformas tecnológicas. El presupuesto medio anual es de siete millones de euros.
Hoy, el instituto cuenta con 2200 publicaciones, cincuenta contratos europeos e internacionales, más de 300 tesis apoyadas por estudiantes, setenta patentes registradas y ocho startups incubadas.